# David Anderson, Baron Anderson of Ipswich

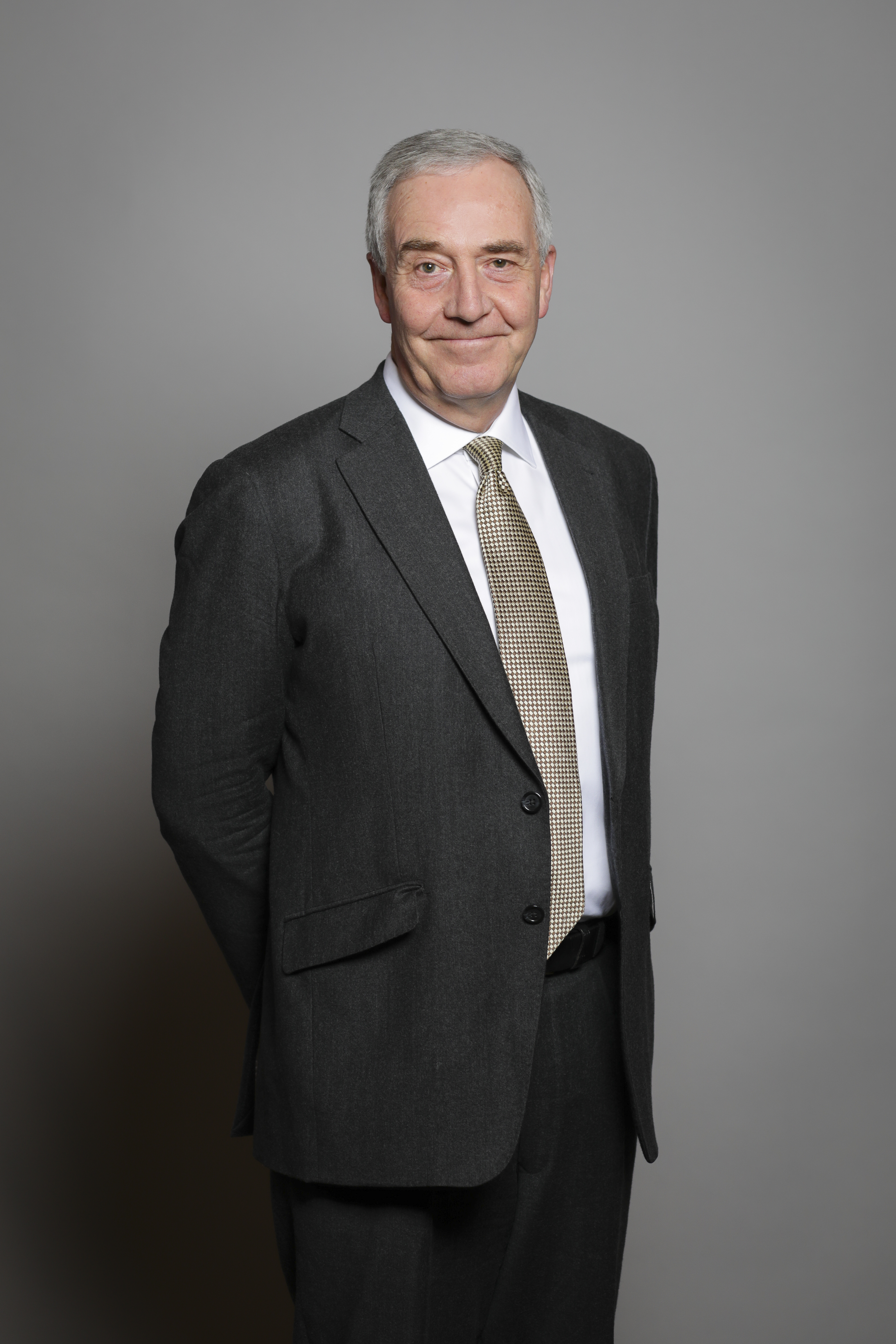
David Anderson, Baron Anderson of Ipswich, 2019

David William Kinloch Anderson, Baron Anderson of Ipswich KBE QC (* 5. Juli 1961), ist ein britischer Jurist und Life Peer.
Er wurde 1988 als Barrister bei der Londoner Anwaltskammer Brick Court Chambers zugelassen. 1999 wurde er Kronanwalt (Queen’s Counsel). Von 2011 bis 2017 fungierte er als Independent Reviewer of Terrorism Legislation in the United Kingdom.
Am 9. Juni 2018 wurde er als Knight Commander des Order of the British Empire geadelt. Am 10. Juli 2018 wurde er als Baron Anderson of Ipswich, of Ipswich in the County of Suffolk, zum Life Peer erhoben. Er hat dadurch seither einen Sitz im House of Lords inne, dem er als parteiloser Crossbencher angehört.